# Junichi Kawai
Junichi Kawai é um nadador paraolímpico do Japão, dono de vinte e uma medalhas em cinco participações em Jogos Paraolímpicos.

## Medalhas de ouro em Jogos Paraolímpicos
| Edição       | Prova                 |
| ------------ | --------------------- |
| Atlanta 1996 | 100m livre B1         |
| Atlanta 1996 | 50m livre B1          |
| Sydney 2000  | 4x100 m Medley S11-13 |
| Sydney 2000  | 50m livre S11         |
| Atenas 2004  | 50m livre S11         |